# Pristomyrmex elmesi
Pristomyrmex elmesi — викопний вид мурашок з роду Pristomyrmex (підродина мирміцин), що існував в Європі в еоцені (близько 40 млн років). Описаний у 2018 році з решток, що виявлені у рівненському бурштині з Клесівського кар'єру. Сучасні представники роду Pristomyrmex поширені в Африці, Південно-Східній Азії та Австралії.